# Aluminotaipingita-(CeCa)
L'aluminotaipingita-(CeCa) és un mineral de la classe dels silicats que pertany al subgrup de la taipingita.

## Característiques
L'aluminotaipingita-(CeCa) és un silicat de fórmula química (Ce₆Ca₃)◻Al(SiO₄)₃[SiO₃(OH)]₄F₃. Va ser aprovada com a espècie vàlida per l'Associació Mineralògica Internacional en el mes de maig de 2023 i publicada en el mes de juliol. Cristal·litza en el sistema trigonal. La seva duresa a l'escala de Mohs és 5.
L'exemplar que va servir per a determinar l'espècie, el que es coneix com a material tipus, es troba conservat a les col·leccions del Museo Civico di Storia Naturale, a Milà (Itàlia), amb el número de mostra: M39755.

## Formació i jaciments
Va ser descoberta en unes cavitats leucogranítiques anomenades localment «Pietra di Luserna», situades a la pedrera Casette, a la localitat de Banhòl, dins la província de Cuneo (Piemont, Itàlia), sent l'únic indret de tot el planeta on ha estat descrita aquesta espècie mineral.